# Jyri
Jyri ist ein finnischer männlicher Vorname.

## Herkunft
Jyri ist eine finnische Form von Georg bzw. Jürgen.

## Namenstag
- in Finnland und der orthodoxen Kirche: 23. April

## Varianten
- Yrjö, Jyrki und Jori

## Bekannte Namensträger
- Jyri Aalto (* 1969), finnischer Badmintonspieler
- Jyri Häkämies (* 1961), finnischer Politiker
- Jyri Niemi (* 1990), finnischer Eishockeyspieler